# 板倉勝憲
板倉 勝憲（いたくら かつのり、明治4年9月24日（1871年11月6日） - 昭和3年（1928年）7月29日）は、日本の華族で貴族院議員、子爵。板倉勝達の長男。子に板倉勝朝、野﨑丹斐太郎妻（長女）。

## 経歴
1898年（明治31年）、東京帝国大学法科大学を卒業後日本郵船に入り、ロンドン支店勤務、本社詰などを務める。その後、鈴木商店顧問として台湾詰となり、さらに台湾総督府の専売局、土木局などの嘱託として勤務した。
1913年（大正2年）11月10日、父の死去に伴い子爵を襲爵。
1917年（大正6年）7月7日、貴族院議員補欠選挙で貴族院子爵議員に選出され、研究会に所属し1928年7月29日の死去まで在任。
また大正年間には福島競馬倶楽部の顧問も務め、臨時法制審議会臨時委員などを務めた。

## 栄典
- 1924年（大正13年）12月15日 - 従四位[5]。
- 正四位

## 著述
- 『既成政党撲滅論』町田弘刊、昭和2年。